# 通小町
『通小町』（かよいこまち）は、執心男物の能楽作品のひとつ。本来の曲名は「四位少将」で、『通小町』という曲名は後代につけられた。原作者が唱導僧であるため、説法色の顕著な作品となっている。

## あらすじ
比叡山山麓で夏安居中の僧のところに、毎日木の実と薪木を持って一人の里女がやってくる。僧は今日こそ名前を聞いてみようと思い、尋ねてみると、その女は「小野・・」といいかけて、薄が茂る市原野あたりに住む姥であり跡を弔ってほしいと言って姿が見えなくなった。僧は不思議に思いながらも思い当たる節があり、市原野で聞いた小野小町の幽霊の話と同じである事に気づく。これは間違いないと思い、小町を回向するために市原野へと向かう。そうして市原野へ着くと小町の幽霊が現れ受戒を乞うて来た。しかし、そこに四位の少将が出て来て、受戒を受けさせまいとする。小町はせっかく仏法に出会えたのに、まだ地獄の苦しみにあわねばならないのですかと言う。少将は二人で苦しむだけでも悲しいのに、あなた一人だけが成仏すれば、私の苦しみはさらに重くなるばかりですと言い、僧に帰ってくれと願う。僧の説得の甲斐も無く、少将はたとえ打擲されても小町より離れまいと言い、小町の袖を引き留め、二人して涙するのであった。僧は、あなた方が小野小町と四位の少将であるならば、少将が小町の元に百夜通いしたときのことを再現してみせて欲しいと願う。小町は、まさか死後に少将がこのような迷いに落ちるとは思いもよらなかったと言い、少将は、百夜通えばと小町が偽りを言ったのを信じて通ったのですと言う。そのうちに少将の思いも止むだろうと小町は思ったけども、少将は小町の事を思い続けて、粗末な格好で、雨の日も雪の日も暗い夜を通い続けた。そのときの様子を再現しはじめる。そうして九十九夜が過ぎ、あと一夜となった時の喜びを表し、小町の元へと急ぐのであったが、祝いの酒は仏の戒めを守って飲まないことにしたのであった。そのときの一念の悟りによって、多くの罪は消え、小町も少将も、ともに成仏する事ができたのである。

## 登場人物
- シテ  四位少将（深草の少将）の亡霊
- 前ツレ  里女
- 後ツレ  小野小町の亡霊
- ワキ  僧

## 作者・典拠
『申楽談儀』によると、金春権守が演じた、比叡山の山徒である唱導僧の作品が原作であり、後に観阿弥が改作したとされる。それゆえに『申楽談儀』では観阿弥作となっている。また、作者名が無くて、『五音』に一節が掲出されているので、世阿弥も制作に関わったと解されている。